# Cándido Fabré
Cándido Fabré Fabré es un músico cubano, conocido como el Rey del Repentismo de la música bailable; con su voz ronca, sonera y aguardientosa, es una de las voces más singulares de Cuba, en la manera en que asume la canción y la creación de letras para hacer bailar al pueblo. Es el único cantante en la isla que comienza en una fiesta a cantar a las 12 de la noche y termina cuando amanece (el amanezco), como es conocido por los bailadores en la zona oriental.
Nace el 20 de septiembre de 1959, en el municipio San Luis (Santiago de Cuba), dentro de una familia musical; su padre tocaba el Tres, un hermano era cantante y en su entorno se escuchaban muchos bembés (fiestas afrocubanas donde se canta y se rinde culto a deidades).
Se incorporó a la ya entonces popular orquesta "Original de Manzanillo" en 1983 como su voz principal y trabajando en los arreglos y composiciones que enriquecieron el repertorio de la agrupación hasta su partida en 1993. Al dejar esta orquesta, a la que ayudó a situarse en uno de los mejores lugares en la preferencia del público y después de haber grabado cuatro discos de larga duración (LP), reunió un grupo de excelentes músicos y formó su propia banda acompañante con la que incrementó aún más su popularidad, no sólo en Cuba sino en otros países donde ha actuado, como en España, donde hasta compuso la música para la banda sonora de la película del director español Bigas Luna: "Las edades de Lulú". Con más de dos millares de piezas musicales registradas. Entre sus éxitos musicales están: ¿Quién ha visto por ahí mi sombrero de yarey?, Ensalada cubana y Hombres sin mujeres. 
Muchos de sus números están en el repertorio de reconocidos artistas y agrupaciones, como las orquesta Aragón, Los Van Van, e Isaac Delgado y su Grupo, de Cuba, Oscar D'León de Venezuela y los cubanos de la diáspora, Willie Chirino y la desaparecida e inolvidable Celia Cruz.

## Discografía
- Son De Cuba (Tumi Music, 1996)
- Poquito a Poco (Candela, 1998)
- La Habana quiere guarachar contigo (Tumi Music, 2000)
- Cubano Soy (Tumi Music, 2007)
- Carretero (Tumi Music, 2015)

## Reconocimientos obtenidos

### Distinción por la Cultura Nacional
- Medalla Alejo Carpentier.[2]
- Premio Abril de la UJC Nacional.
- Réplica del Bastón y Sombrero de Benny Moré por el ICRT, siendo Cándido el Primer artista en recibirlo.
- Vanguardia Nacional por varios años consecutivos.
- Premio del barrio que otorga la Dirección Nacional de los CDR.
- Medalla Mártires de Barbados por ser un digno defensor del deporte cubano.
- Fue declarado Hijo Adoptivo de las ciudades de Camagüey y Ciego de Ávila.
- Reconocimiento del Buró de la UJC por su aporte a las tareas que dentro del campo de la recreación tiene el organismo.
- Distinción del Esfuerzo La victoria, máximo galardón que otorga la provincia de Granma.
- Fue nominado al Premio de la Música del año 2001 por el Instituto Cubano de la Música, lo que constituye un alto reconocimiento a su destacada trayectoria artística.
- Medalla Raúl Gómez García.